# Herochroma sordida
Herochroma sordida är en fjärilsart som beskrevs av Eugen Wehrli 1928. Herochroma sordida ingår i släktet Herochroma och familjen mätare. Inga underarter finns listade i Catalogue of Life.